# Froidefontaine
Froidefontaine är en kommun i departementet Territoire de Belfort i regionen Bourgogne-Franche-Comté i östra Frankrike. Kommunen ligger i kantonen Grandvillars som tillhör arrondissementet Belfort. År 2022 hade Froidefontaine 446 invånare.

## Befolkningsutveckling
Antalet invånare i kommunen Froidefontaine
| Referens: INSEE |